# Epigynopteryx sipariata
Epigynopteryx sipariata là một loài bướm đêm trong họ Geometridae.